# It Hurts Me Too (EP)
It Hurts Me Too ist eine Extended Play des britischen Rockmusikers Eric Clapton und wurde ursprünglich für den japanischen Markt als Promo-Tonträger im Jahr 1995 veröffentlicht. Mittlerweile ist die EP weltweit verfügbar.
Die Veröffentlichung erschien unter den Labels Reprise (WPCR-440) und Duck Records (9362-43614-2). Eric Clapton produzierte die Titel 1 und 4; Russ Titelman die Stücke 1 und 5 und Tom Dowd die Songs 2, 3 und 4.

## Titelliste
Die Titel stammen aus den Alben Money and Cigarettes (1983), August (1986) und From the Cradle (1994).
1. It Hurts Me Too (Tampa Red) – 3:17
2. Crosscut Saw (R.G. Ford) – 3:30
3. Everybody Oughta Make a Change (Sleepy John Estes) – 3:16
4. Bad Influence (Robert Cray, Michael Vannice) – 5:09
5. Before You Accuse Me (Bo Diddley) – 3:55

## Rezeption
Musikjournalist Akeno Ōsawa der Yomiuri Shimbun bezeichnete die Veröffentlichung als „grandios“ und lobte neben Claptons spielerischen Künsten auch seinen Gesang. Er kritisiert jedoch, dass zu wenige Werbemaßnahmen getroffen wurden, um die EP zu vermarkten. Die Extended Play erreichte Platz 88 der japanischen Albumcharts.

## Auszeichnungen für Musikverkäufe
| Land/Region  | Auszeichnungen für Musikverkäufe (Land/Region, Auszeichnung, Verkäufe) | Verkäufe |
| ------------ | ---------------------------------------------------------------------- | -------- |
| Japan (RIAJ) | —                                                                      | 4.000    |
| Insgesamt    | —                                                                      | 4.000    |

Hauptartikel: Eric Clapton/Auszeichnungen für Musikverkäufe